# Luka (Croacia)
Luka es un municipio de Croacia en el condado de Zagreb.

## Geografía
Se encuentra a una altitud de 139 m s. n. m. a 30,9 km de la capital nacional, Zagreb.

## Demografía
En el censo 2011, el total de población del municipio fue de 1 365 habitantes, distribuidos en las siguientes localidades:
- Krajska Ves - 146
- Luka - 421
- Pluska - 208
- Vadina - 187
- Žejinci - 403